# Saitis insectus
Saitis insectus là một loài nhện trong họ Salticidae.
Loài này thuộc chi Saitis. Saitis insectus được Henry Roughton Hogg miêu tả năm 1896.